# A Mid-Childhood Night's Dream
«A Mid-Childhood Night's Dream» (укр. «Сон ночі середини дитинства») — друга серія тридцять п'ятого сезону мультсеріалу «Сімпсони», прем'єра якої відбулась 8 жовтня 2023 року у США на телеканалі «Fox».

## Сюжет
Мардж приходить додому з магазину, і маленький Барт поспішає їй на допомогу. Коли вони зайшли в будинок, маленька Ліса влаштовує істерику, коли Мардж пропонує почистити її малюнок пудингом, але потім батьки виводять дітей на вулицю грати з бульбашками. Невдовзі Мардж засмучується, коли розуміє, що цей спогад вислизає, а Барт злітає в небо бульбашкою і лопається…
Мардж прокидається від сну, відчуваючи нудоту від харчового отруєння. Гомер і Мардж обговорюють, як це сталося, і Мардж згадує, що вона напилася в ресторані, а потім з'їла хот-доги від якогось вуличного торговця.
Мардж знову засинає і їй сниться перший день Барта у школі. Коли вона розуміє, що Барт забув свою куртку, Мардж йде в клас слідом за ним, але замість цього потрапляє в магазин одягу. Шукаючи сина, вона знаходить Барта-підлітка, який грає у відеоігри, і його дратує те, що Мардж потурбувала його. Потім голос Гомера повідомляє Мардж, що вона уві сні, і Мардж входить у наступну частину сну, де Гомер — видра. Раптово з'являється розумна Ліса, щоб пояснити Мардж, що це «свідоме сновидіння».
Потім Мардж повертається до своїх спогадів про попередній день, щоб зрозуміти, чому вона вирішила напитися. Вона згадує, як дістала скалку із руки Барта й усвідомила, що його руки стали більшими, ніж її. Також вона згадує зустріч з місіс Пейтон, щоб обговорити кінець навчального року і перехід Барта до п'ятого класу. Потім місіс Пейтон каже Мардж, що дитинство Барта закінчиться, коли він перейде до середньої школи у шостому класі, що жахає Мардж.
Мардж усвідомлює, що вона все ще спить, і згадує, що невдовзі відбудеться «Стриб-о-тон» (англ. «Bounce-A-Thon»), щорічний розважальний захід Спрінґфілдської початкової школи. Мардж прокидається повідомляє всім, що, незважаючи на те, що вона хвора, вона йде до «Стриб-о-тон». Через те, що Гомер зіпсував закуски, Мардж знову нездажає і блює. Гомер каже Мардж, що вона повинна залишитися вдома. Водночас Мардж просить чоловіка сфотографувати Барта та Лісу, які показують великий палець, коли вони перетинають фінішну лінію під час заходу. Це кількарічна традиція Мардж, бо вона збирає фото у своєму альбомі. Барт каже Мардж, що цьогоріч він не хоче робити пальці вгору, тому що він хоче зробити щось смішне. Мардж злиться, засмучується, але потім знову засинає…
У цьому сні Ліса намагається полегшити самопочуття Мардж, пояснивши, що батьки рано чи пізно повинні відпустити своїх дітей. Однак, Гомер нагадує, що те саме станеться і з Лісою та Меґґі, коли вони подорослішають. Тоді Мардж сниться, що вона біжить по дому, не знаходячи нічого, крім порожніх спалень. Потім будинок починає розвалюватися, залишивши Мардж у руїнах. Гомер знову намагається полегшити Мардж, але, коли вона бачить Барта на дитячому майданчику мчить до нього. Вона намагається сказати Барту покататися на гойдалці-качці, але Барт просто проводить час у своєму телефоні, що засмучує Мардж і викликає її вибух.
Гомер, який тепер має вигляд пса, каже Мардж повернутися назад, у момент, коли вона сказала, що вона все одно піде на «Стриб-о-тон». Мардж бачить, що незважаючи на відмову Барта, Ліса була схвильована тим, що мати буде поруч. Це тішить Мардж, хоча скоро Ліса теж зненавидить «Стриб-о-тон». Потім уві сні з'являється шеф Віггам і наказує Мардж перестати бути негативною.
Мардж прокидається від сну і мчить на «Стриб-о-тон». Попри постійну нудоту, Мардж таки приїжджає до школи саме тоді, коли Ліса бере участь у перегонах. Мардж проштовхується крізь натовп і намагається сфотографувати, але втрачає свідомість через запахи їжі.
Мардж прокидається в медичному наметі та виявляє, що їй вдалося отримати лише розмите зображення. Місс Пейтон розмовляє з Мардж, і та розуміє, що те, що страшні речі від місіс Пейтон про закінчення дитинства Барта, вирвані із реального контексту, були лише сном. Мардж залишає медичний намет і готується до перегонів Барта. Коли Барт перетинає фінішну пряму, він використовує дві повітряні кулі, щоб створити враження, що у нього великий зад. Це змушує всіх Сімпсонів сміятися, і Барт радий чути, що Мардж це сподобалося. Потім Барт і Мардж разом йдуть розважатися.

## Виробництво
Ідея написання сценарію прийшла до сценаристки Керолін Омайн, коли якось вона не змогла дати поради таким матерям, як Мардж, у вихованні 10-річних хлопчиків, як Барт. Згодом, 2022 року, провадивши свого сина до коледжу, Омайн була такою зламаною, що вирішила втілити ці відчуття у сценарії про кінець дитинства Барта. Багато елементів сну і свідомості Мардж взято із життєвого досвіду Омайн при вихованні її сина: порівняння рук матері та сина, повернення у порожню кімнату, відчуття переходу до середньої школи тощо.
Серед вирізаних думок Мардж є: «Це не „Сімпсона“», «Хотіла б я мати акцент», «Я так усвідомлюю свої коліна прямо зараз» тощо.
Коли Ліса цитує філософа Халіля Джебрана, вона вимовляє його прізвище як «Леброн».
Пісенька радості Ліси, коли вона чує, що Мардж таки поїде на «Стриб-о-тон», була імпровізацією акторки озвучування Ярдлі Сміт.

## Культурні відсилання та цікаві факти
- Сюжет серії є даниною до фінальної серії 2 сезону серіалу «Клан Сопрано» — «Funhouse» (укр. «Веселий будинок»), де персонаж Тоні Сопрано отримує харчове отруєння і в гарячкових снах збирає ключі до того, хто його зраджує[10].
- Коли Гомер прокидається від сну, він кричить: «Не судись зі мною, Дракуло!»[11]
- Мелодійне аранжування пісні «Beautiful Boy (Darling Boy)» Джона Леннона грає, коли Мардж веде Барта до школи[12].
- Уві сні Мардж Гомер якось приймає образ ведучих канадського реаліті-шоу «Property Brothers» (укр. «Брати по майну»)[13].
- Серед збережених думок Мардж є[14][15]:
  - «Чи той чоловік із [серіалу] „Династія“ досі живий?» (англ. «Is that guy from Dynasty still alive?»)
  - «Under my umbrella-ella-ella eh-eh-eh» — слова пісні Ріанни «Umbrella».
  - «Чи потрібно мені дивитися [серіал] „Дроти“?» (англ. «Do I have to watch „The Wire“»)
  - «Дупа Скелі» (англ. «The Rock's»)
  - «Припинити перебивати Вупі!» (англ. «Stop interrupting Whoopi!») тощо.
- Сцена, в якій будинок Сімпсонів розбивається на частини, є відсиланням до фільма «Початок» 2010 року[16].
- Вибух Мардж на дитячому майданчику — пародія на сцену з фільму «Термінатор 2: Судний день»[17].

## Ставлення критиків і глядачів
Під час прем'єри серію переглянули 1,17 млн осіб, з рейтингом 0.4, що зробило її найпопулярнішим шоу на каналі «Fox» тієї ночі.
Реян Мішра з «TheReviewGeek» оцінив серію на одну з п'яти зірок, сказавши:
|  | Яка марна трата серії! Як би вам не подобалося шоу, велика ймовірність того, що цей конкретний епізод вам не сподобається. Він абсолютно порожній від початку до кінця. Настільки, що навіть 22 хвилини здаються забагато, щоб висидіти.. |

Водночас, Джон Шварц із сайту «Bubbleblabber» оцінив серію на 9/10, сказавши, що серія «містить багато ритмів, які дуже нагадують „Різдвяну пісню“, але мають передумову, яка так само пов'язана з батьками в усьому світі, коли їхні діти йдуть».
У лютому 2024 року сценаристку серії Керолін Омайн було номіновано на премію Гільдії сценаристів Америки в області анімації 2023 року.
Згідно з голосуванням на сайті The NoHomers Club більшість фанатів оцінили серію на 5/5 із середньою оцінкою 4,41/5. Також у березні 2024 року на сайті в результаті голосування за переможців премії «NHC Simpsons Awards», фанати обрали серію «Найкращою серією „Сімпсонів“» 2023 року.